# Genci
Genci (en grec Γέντιος, o Γενθιος; en llatí Gentius), fill i successor de Pleurat II, fou rei dels labeates (una tribu d'il·liris) i d'Il·líria, contemporani de Perseu de Macedònia. Va ser rei vers 180 aC a 168 aC. La seva capital fou Scodra.
Només accedir al poder els dàlmates es van declarar independents. Es va dedicar a la pirateria a la mar Adriàtica i va provocar l'hostilitat romana que no va acceptar les seves excuses. No fou gaire després de pujar al tron que va fer matar el seu germà Pleuratus perquè aquest es volia casar amb Etuta, filla del rei de Dardània, que Genci volia per ell mateix. Més tard es va casar amb una dona de nom Etleva.
El 171 aC Roma, amb diverses ambaixades, va demanar la seva aliança contra el Regne de Macedònia però Genci va demorar la resposta, almenys d'una manera clara; la ciutat d'Issa va denunciar aviat que el rei preparava la guerra contra Roma i l'aliança amb Macedònia, però de moment el rei semblava neutral. El cert és que 54 vaixells del rei que estaven estacionats a Dirràquium foren confiscats pel pretor Gai Lucreci sota el pretext de què feien falta per l'assistència als romans i això degué enfurismar Genci però no ho va deixar notar i encara no va reaccionar, ja que Genci probablement estava esperant veure com anava la guerra per prendre partit
Efectivament el 169 aC va capgirar la seva aliança (Perseus li va pagar 300 talents), va detenir a dos llegats romans i va destruir les ciutats d'Apol·lònia i Dirràquium, aliades de Roma. Encara que el rei Macedònia no va complir els seus compromisos militars, Genci no va deixar de complir la seva paraula i el 168 aC va reunir forces terrestres i marítimes. La lluita però fou breu; el pretor Luci Anici Gal va entrar a Il·líria al front d'un exèrcit i moltes ciutats se li van sotmetre. Genci es va retirar cap a Scodra, que era una plaça ben fortificada, però fou derrotat en combat davant els seus mur, i es va entregar al general romà. La campanya d'Anici només va durar trenta dies.
Genci va salvar la vida però fou enviat com a presoner a Roma amb la seva dona Etleva i un fill, Escerdílides, per participar en el triomf de Gal, que es va celebrar el 167 aC. Després Genci fou enviat presoner a Spoletum o Iguvium, on segurament va morir al cap d'un temps indeterminat. La planta anomenada genciana va rebre el seu nom perquè suposadament fou el rei qui va descobrir les seves propietats curatives. Polibi el descriu com a immoderat en el beure, cosa que augmentava la seva natural crueltat.